# Lijst van voetbalinterlands Duitsland - Turkije
Deze lijst van voetbalinterlands is een overzicht van alle officiële voetbalwedstrijden tussen de nationale teams van (West-)Duitsland en Turkije. De landen speelden tot op heden 22 keer tegen elkaar. De eerste ontmoeting, een vriendschappelijke wedstrijd, werd gespeeld in West-Berlijn op 17 juni 1951. Het laatste duel, eveneens een vriendschappelijke wedstrijd, vond plaats op 18 november 2023 in Berlijn.

## Wedstrijden
| №  | Plaats        | Datum             | Competitie           | Wedstrijd                | Uitslag |
| -- | ------------- | ----------------- | -------------------- | ------------------------ | ------- |
| 1  | West-Berlijn  | 17 juni 1951      | Vriendschappelijk    | West-Duitsland – Turkije | 1 – 2   |
| 2  | Istanboel     | 21 november 1951  | Vriendschappelijk    | Turkije – West-Duitsland | 0 – 2   |
| 3  | Bern          | 17 juni 1954      | WK 1954              | West-Duitsland – Turkije | 4 – 1   |
| 4  | Zürich        | 23 juni 1954      | WK 1954              | West-Duitsland – Turkije | 7 – 2   |
| 5  | Frankfurt     | 28 september 1963 | Vriendschappelijk    | West-Duitsland – Turkije | 3 – 0   |
| 6  | Ankara        | 12 oktober 1966   | Vriendschappelijk    | Turkije – West-Duitsland | 0 – 2   |
| 7  | Keulen        | 17 oktober 1970   | EK 1972 kwalificatie | West-Duitsland – Turkije | 1 – 1   |
| 8  | Istanboel     | 25 april 1971     | EK 1972 kwalificatie | Turkije – West-Duitsland | 0 – 3   |
| 9  | Istanboel     | 20 december 1975  | Vriendschappelijk    | Turkije – West-Duitsland | 0 – 5   |
| 10 | İzmir         | 1 april 1979      | EK 1980 kwalificatie | Turkije – West-Duitsland | 0 – 0   |
| 11 | Gelsenkirchen | 22 december 1979  | EK 1980 kwalificatie | West-Duitsland – Turkije | 2 – 0   |
| 12 | İzmir         | 23 april 1983     | EK 1984 kwalificatie | Turkije – West-Duitsland | 0 – 3   |
| 13 | West-Berlijn  | 26 oktober 1983   | EK 1984 kwalificatie | West-Duitsland – Turkije | 5 – 1   |
| 14 | Gelsenkirchen | 30 mei 1992       | Vriendschappelijk    | Duitsland – Turkije      | 1 – 0   |
| 15 | Bursa         | 10 oktober 1998   | EK 2000 kwalificatie | Turkije – Duitsland      | 1 – 0   |
| 16 | München       | 9 oktober 1999    | EK 2000 kwalificatie | Duitsland – Turkije      | 0 – 0   |
| 17 | Istanboel     | 8 oktober 2005    | Vriendschappelijk    | Turkije – Duitsland      | 2 – 1   |
| 18 | Bazel         | 25 juni 2008      | EK 2008              | Duitsland – Turkije      | 3 – 2   |
| 19 | Berlijn       | 8 oktober 2010    | EK 2012 kwalificatie | Duitsland – Turkije      | 3 – 0   |
| 20 | Istanboel     | 7 oktober 2011    | EK 2012 kwalificatie | Turkije – Duitsland      | 1 – 3   |
| 21 | Keulen        | 7 oktober 2020    | Vriendschappelijk    | Duitsland – Turkije      | 3 − 3   |
| 22 | Berlijn       | 18 november 2023  | Vriendschappelijk    | Duitsland − Turkije      | 2 − 3   |

## Samenvatting
| Competitie        | Totaal gespeeld | Winst Duitsland | Gelijk | Winst Turkije | Doelsaldo Duitsland – Turkije |
| ----------------- | --------------- | --------------- | ------ | ------------- | ----------------------------- |
| WK-eindronde      | 2               | 2               | 0      | 0             | 11 − 3                        |
| EK-eindronde      | 1               | 1               | 0      | 0             | 3 − 2                         |
| EK-kwalificatie   | 10              | 6               | 3      | 1             | 20 − 4                        |
| Vriendschappelijk | 9               | 5               | 1      | 3             | 20 − 10                       |
| Totaal            | 22              | 14              | 4      | 4             | 54 − 19                       |

Wedstrijden bepaald door strafschoppen worden, in lijn met de FIFA, als een gelijkspel gerekend.

## Details

### Achttiende ontmoeting
| EK 2008 (Bazel, Zwitserland, 25 juni 2008): |              | |
| Duitsland | 3 – 2        | Turkije |
| Bastian Schweinsteiger 26' Miroslav Klose 79' Philipp Lahm 90' | goals        | 22' Uğur Boral 86' Semih Şentürk |
| Joachim Löw | bondscoach   | Fatih Terim |
| Jens Lehmann Arne Friedrich Simon Rolfes 46' Bastian Schweinsteiger Miroslav Klose 90+2' Michael Ballack Thomas Hitzlsperger Philipp Lahm Per Mertesacker Lukas Podolski Christoph Metzelder | opstellingen | Rüştü Reçber Hakan Balta Gökhan Zan Mehmet Topal Mehmet Aurélio Semih Şentürk 84' Uğur Boral 90+2' Kazım Kazım 81' Ayhan Akman Sabri Sarıoğlu Hamit Altıntop |
| Torsten Frings 46' Marcell Jansen 90+2' | wissels      | 81' Mevlüt Erdinç 84' Gökdeniz Karadeniz 90+2' Tümer Metin                                                                                                   |
| | gele kaarten | 53' Semih Şentürk 90+1' Sabri Sarıoğlu |

### Negentiende ontmoeting
| EK 2012 kwalificatie (Berlijn, Duitsland, 8 oktober 2010): |       |         |
| Duitsland                                                  | 3 – 0 | Turkije |
| Miroslav Klose 42' Mesut Özil 79' Miroslav Klose 87'       | goals |         |
| - Debuut van Özer Hurmacı (Fenerbahçe SK) voor Turkije.    |       |         |